# La Règle d'or (film)
Pour plus de détails, voir Fiche technique et Distribution.
Pour les articles homonymes, voir Règle d'or (homonymie).
La Règle d'or est un long métrage documentaire tourné dans la ville de Malartic, en Abitibi, au Québec, en 2011. En 2009 et 2010, au fil de la transformation de la communauté, le cinéaste a parcouru les rues détruites et les rues nouvelles de Malartic. Il a vu le maire se réjouir de l'apport d'Osisko à l'économie et aux infrastructures de la ville et, au même moment, des citoyens perdre leurs repères dans leur propre ville.
Réalisé par Nicolas Paquet et produit par Karina Soucy, ce documentaire a été diffusé par Télé-Québec et TV5 Monde.

## Synopsis
Le film évoque le grand bouleversement de cette petite ville au moment où une compagnie minière détruit un quartier complet afin de creuser une immense mine d'or.

## Fiche technique
- Réalisation : Nicolas Paquet
- Production : Karina Soucy
- Direction photo : François Vincelette
- Prise de son : Mélanie Gauthier et Philippe Scultéty
- Montage : Natacha Dufaux
- Maison de production : franC doc[4]
- Distribution : Les Films du 3 Mars[5]